# Fernando Spiner
Fernando Spiner (Argentina, 1958) és un director, productor, guionista i actor cinematogràfic.

## Trajectòria
És diplomat del Centre Sperimentale Di Cinematografia de Cinecittá, Roma, Itàlia, on va ser alumne de Gianni Amelio, Carlo Di Palma, Furio Scarpelli i Roberto Perpignani. Va ser professor en la carrera de Comunicació Social de la Universitat de Buenos Aires i a la Escola Nacional d'Experimentació i Realització Cinematogràfica (ENERC).
Va dirigir treballs de ficció per a televisió com Bajamar, la costa del silencio, Poliladron, Zona de riesgo i Cosecharás tu siembra,pels quals va ser Premi Konex com a millor director de TV de la dècada.
Va dirigir documentals com El ángel sin techo, Homenaje a los pioneros de Villa Gesell, Reflexiones de una vaca, Angelelli, la palabra viva, les obres audiovisuals Balada para un Kaiser Carabela amb Luis Alberto Spinetta, Ciudad de pobres corazones i Solo los chicos amb Fito Páez.
El 1998 va estrenar el film La sonámbula, recuerdos del futuro, escrit amb Ricardo Piglia i Fabián Bielinsky, que va tenir el seu premier mundial en el Festival Internacional de Cinema de Toronto, la seva premier europea al Festival Internacional de Cinema de Sant Sebastià, i va guanyar premis a l'Havana, Tolosa, Nantes i dos Premis Cóndor de Plata de l'Asociación de Cronistas Cinematográficos de la Argentina.
El 2005 va estrenar Adiós, querida Luna, film amb el qual va guanyar premis al Festival Internacional de Cinema de Mar del Plata i al Festival de Cinema Fantàstic d'Estepona.
Su película Aballay, el hombre sin miedo, basat en el conte Aballay, d'Antonio Di Benedetto, va obtenir onze premis internacionals, vuit Premis Sur de l'Academia de las Artes y Ciencias Cinematográficas de la Argentina, inclosa el de millor director, tres premis Cóndor de Plata de l'Asociación de Cronistas Cinematográficos de la Argentina, i va ser seleccionada per a representar al país en els premis Oscar com a Millor Film Estranger.
En 2015 realitza, al costat d'Ana Piterbarg, la sèrie de trenta capítols Los Siete Locos y los Lanzallamas, sobre les novel·les de Roberto Arlt, adaptades per Ricardo Piglia, que va guanyar múltiples premis i va tenir vuit nominacions al premi Martín Fierro.
La seva pel·lícula La boya, nominada per l'Acadèmia de cinema argentí com a millor pel·lícula documental 2018, va ser guanyadora del Festival de Cinema de la mar, en Punta de l'Est, i del Festival internacional de cinema de les altures, en Jujuy.
El seu últim film, Inmortal, va tenir la seva premier mundial en la competició oficial del LIII Festival Internacional de Cinema Fantàstic de Catalunya.
Va ser Productor general i director artístic del 28è i 29è Festival Internacional de Cinema de Mar del Plata.
Els seus treballs són objectes d'estudi i retrospectives en museus, universitats i festivals del món.

## Llargmetratges de Ficció
- Inmortal (2020)
- Erdosain (2019)
- La boya (2018)
- Aballay, el hombre sin miedo (2010)
- Adiós, querida Luna (2004)
- La sonámbula, recuerdos del futuro (1998)

## Llargmetratges documentals
- Angelelli, la palabra viva (2006)
- Reflexiones de una vaca (amb Javier Diment), (2003)
- Homenaje a los pioneros de Gesell (2002)
- El ángel sin techo (1989)

## Televisió
- La casa (actor), (2015)
- Los siete locos y los Lanzallamas (2015)
- El vigilador (2004)
- Bajamar, la costa del silencio (1998)
- Poliladron (1994)
- Zona de riesgo (1993)
- Cosecharás tu siembra (1990)
- Solo los chicos (1989)
- Ciudad de pobres corazones (1987)
- Ta pun pun (1986)

## Curtmetratges
- Malvinas, 30 miradas a 30 años: Regimiento 7 regresa a casa (2012)
- Historias de Argentina en vivo: Vaquitas en París (2001)
- Balada para un Kaiser Carabela (1987)
- Instrucciones para John Howell (1985)
- Gracias, che Cortázar (1985)
- Ejercicio para cámara en movimiento (1984)
- Testigos en cadena (1982)